# Comté de Lamont
Le comté de Lamont (anglais : Lamont County) est un district municipal, situé dans la province d'Alberta, au Canada.

## Communautés et localités
Bourgs
- Bruderheim
- Lamont
- Mundare

Villages
- Andrew
- Chipman

Hameaux
- Hilliard
- Saint-Michael
- Star
- Whitford
- Wostok

Localités
- Beaverhill
- Bruederheim
- Deerland
- Delph
- Kahwin
- Krakow
- Leeshore
- Luzan
- Peno
- Rodef
- Shandro
- Skaro
- Sniatyn
- Sunland
- Tagore Estates
- Ukalta
- Zawale

## Démographie
| 2011  | 2016  |
| ----- | ----- |
| 3 872 | 3 899 |